# Vespertilionini
Tribu
Les Vespertilionini sont une tribu de chauves-souris de la sous-famille des Vespertilioninae.

## Taxonomie
Le taxon est décrit par le zoologiste britannique John Edward Gray en 1821.

## Liste des genres
La tribu des Vespertilionini comprend les genres suivants :
- Afronycteris Monadjem, Patterson & Demos, 2020
- Cassistrellus Eger, Lim & Csorba, 2017
- Chalinolobus Peters, 1867
- Falsistrellus Troughton, 1943
- Hypsugo Kolenati, 1856
- Laephotis Thomas, 1901
- Mimetillus Thomas, 1904
- Mirostrellus Görföl, Kruskop, Tu, Estók, Son & Csorba, 2020
- Neoromicia Roberts, 1926
- Nycticeinops Hill & Harrison, 1987
- Nyctophilus Leach, 1821
- Pharotis Thomas, 1914
- Philetor Thomas, 1902
- Pseudoromicia Monadjem, Patterson, Webala & Demos, 2020
- Tylonycteris Peters, 1872
- Vespadelus Troughton, 1943
- Vespertilio Linnaeus, 1758